# ویچییوو
ویچییوو (به لاتین: Wiciejów) یک روستا در لهستان است که در گمینا تسگووو واقع شده‌است.